# Максимович, Константин Клавдиевич
Константи́н Кла́вдиевич Максимо́вич (14 мая 1849 — после 1917) — русский военный и государственный деятель, генерал-адъютант (30 июля 1904), генерал от кавалерии (6 декабря 1906).

## Биография

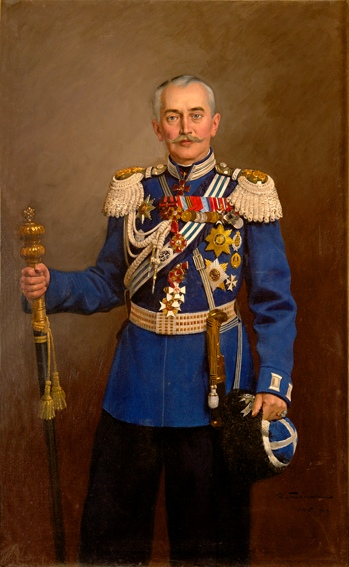
Портрет Константина Клавдиевича Максимовича, XX в.

Образование получил в Пажеском Его Величества корпусе, по окончании которого в 1867 году выпущен в чине  корнета в Лейб-гвардии Конный Его Величества полк. Проходил службу в полку (произведён в чин поручика - 28.03.1871, штаб-ротмистра - 30.08.1873. В 1874 году окончил Николаевскую академию Генерального штаба ( по 1-му разряду). 04.04.1876 года произведён в чин ротмистра, в чине полковника с 06.01.1879. В 1879 года зачислен в Свиту Его Величества в звании флигель-адъютанта. Участник русско-турецкой войны 1877-78 гг. С 03.09.1884 года в должности командира 28-го драгунского Новгородского короля Вюртембергского Вильгельма II полка (г. Сумы, Харьковская губерния), с 16.03.1886 командующий, а с производством 09.04.1889 в чин генерал-майора - командир Лейб-гвардии Конно-Гренадерского полка (Старый Петергоф). С 28.11.1892 командир 1-й бригады (полки: лейб-гвардии Конно-Гренадерский и лейб-гвардии Уланский Ея Императорского Величества Государыни Императрицы Александры Федоровны) 2-й гвардейской кавалерийской дивизии (Санкт-Петербург). 
С 24.02.1893 года назначен на должность военного губернатора Уральской области, наказного атамана Уральского казачьего войска и командующего всеми войсками, размещёнными в Уральской области. 
С 23.02.1899 года — войсковой наказной атаман Донского казачьего войска. 
19.02.1905 назначен Варшавским генерал-губернатором и командующим войсками Варшавского военного округа. 15.08.1905 заменён генералом Г.А.Скалоном. 
С 21.12.1908 - вице-председатель состоящего под председательством Ея императорского Величества Государыни Императрицы Александры Федоровны Комитета по приисканию мест воинским чинам, пострадавшим в войне с Японией, с 18.12.1915 — помощник командующего Императорской Главной квартиры.

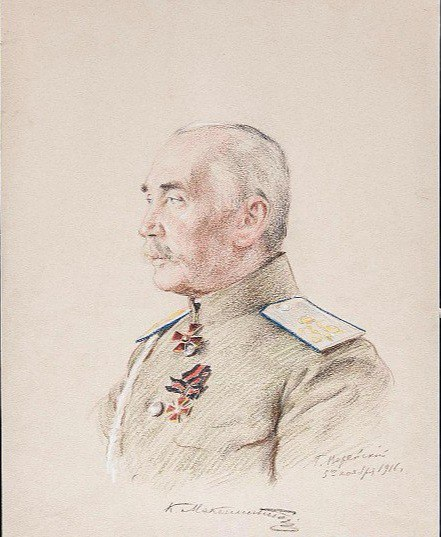
Портрет генерала от кавалерии Константина Клавдиевича Максимовича. 1916.

21 марта 1917 года лишён звания генерал-адъютанта в связи с упразднением всех военно-придворных званий.
22 марта 1917 года, числящийся по гвардейской кавалерии и состоящий по Донскому и Уральскому казачьим войскам, помощник командовавшего бывшей императорской главной квартирой, генерал от кавалерии Максимович уволен от службы, за болезнью, с мундиром и пенсией.
После революции эмигрировал (по другим данным — расстрелян большевиками).

## Семья
- Жена: Мария Николаевна Максимович (1849—1915[1])

## Награды
- Орден Святого Станислава 2-й степени с мечами (1878)
- Орден Святого Владимира 4-й степени с мечами и бантом (1878)
- Золотое оружие с надписью "За храбрость" (09.11.1878)
- Орден Святой Анны 2-й степени (1882)
- Орден Святого Владимира 3-й степени (1886)
- Орден Святого Станислава 1-й степени (30.08.1892)
- Орден Святой Анны 1-й степени (06.12.1895)
- Орден Святого Владимира 2-й степени (1901)
- Орден Белого орла (1904)
- Орден Святого Александра Невского (18.04.1910)
- Бриллиантовые знаки к ордену Святого Александра Невского (06.12.1913)